# Mauer, Kappel am Krappfeld
Mauer je naselje v Občini Kappel am Krappfeld v Okraju Šentvid ob Glini na Koroškem v Avstriji.